# Jaz

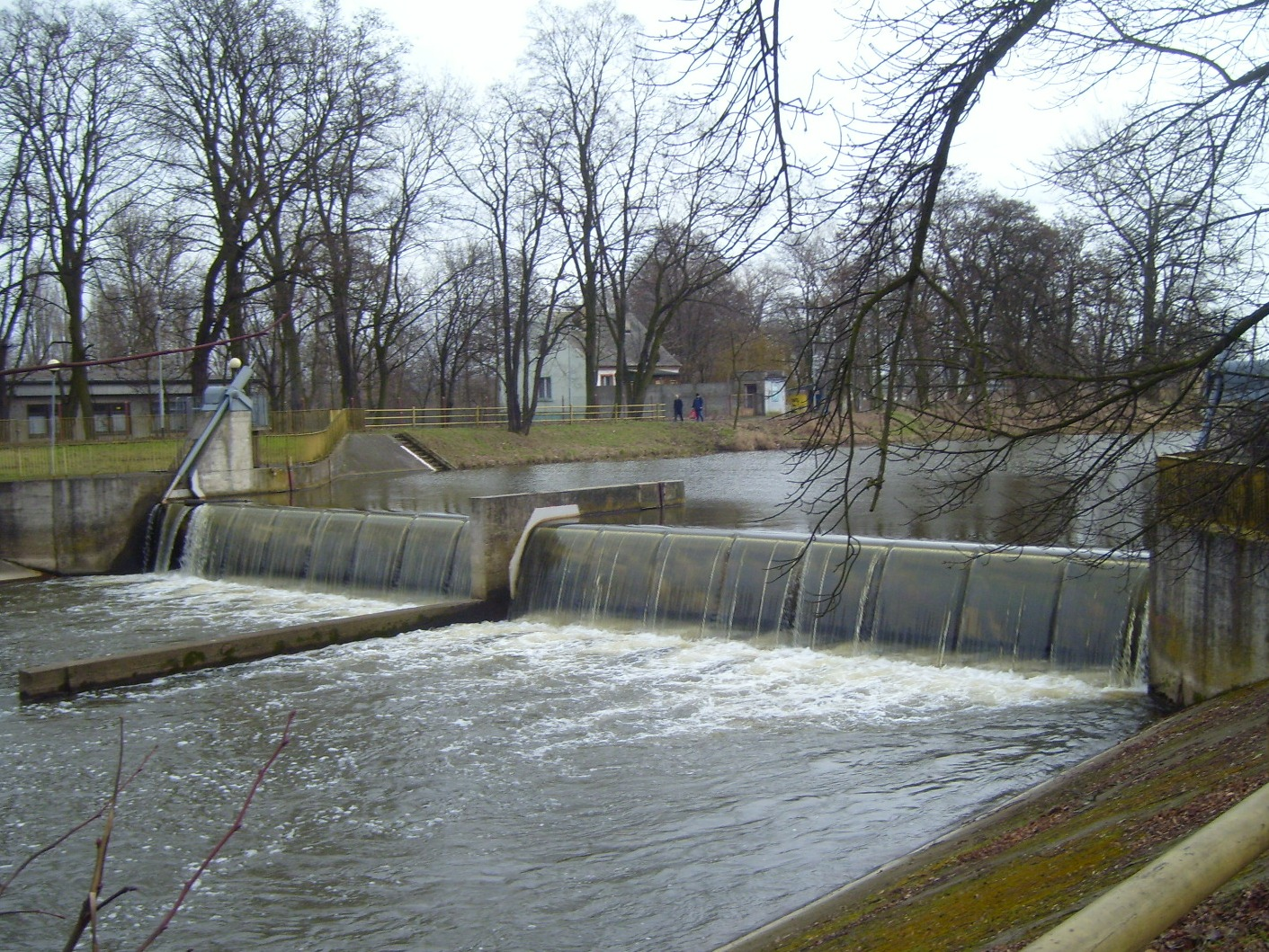
Jaz na Kanale Bernardyńskim w Kaliszu (2010)

Jaz – budowla hydrotechniczna w poprzek rzeki lub kanału, piętrząca wodę w celu utrzymania stałego poziomu dla celów żeglugowych lub (w ograniczonym zakresie) zabezpieczenia przed powodzią, zaopatrywania w wodę oraz do celów energetycznych. Równolegle do jazu czasami buduje się śluzy umożliwiające żeglugę i przepławki.

## Podział
Jazy dzieli się na ziemne, ziemno-betonowe, gumowe. Ze względu na ich charakter – na stałe i ruchome, tj. wyposażone w odpowiednie zamknięcia. Jazy ruchome umożliwiają regulację ich wysokości dla zarządzania zasobami wodnymi.

## Budowa
W jazie można wyróżnić dwie podstawowe części: górną (nadwodną) i dolną (podwodną). Część dolna chroni dno przed rozmyciem, przedłuża drogę filtracji oraz przejmuje obciążenia pionowe. Wyróżnia się tam elementy: ponur, wypad i poszur.

## Wpływ na środowisko przyrodnicze
Jazy mają negatywny wpływ na ekosystemy rzek. Podobnie jak zapory i inne budowle piętrzące sztucznie utrudniają migrację organizmów wodnych, m.in. ryb i małży. Skutkiem fragmentacji rzek liczebność ryb wędrownych w Europie spadła w latach 1970–2020 o ponad 90% i małży słodkowodnych. Jazy wpływają także na wahania poziomu wody w rzece, zaburzając transport osadów.
W Polsce według oficjalnych danych jest 4600 jazów, jednak ich faktyczna liczba może być kilkukrotnie wyższa.

## Galeria

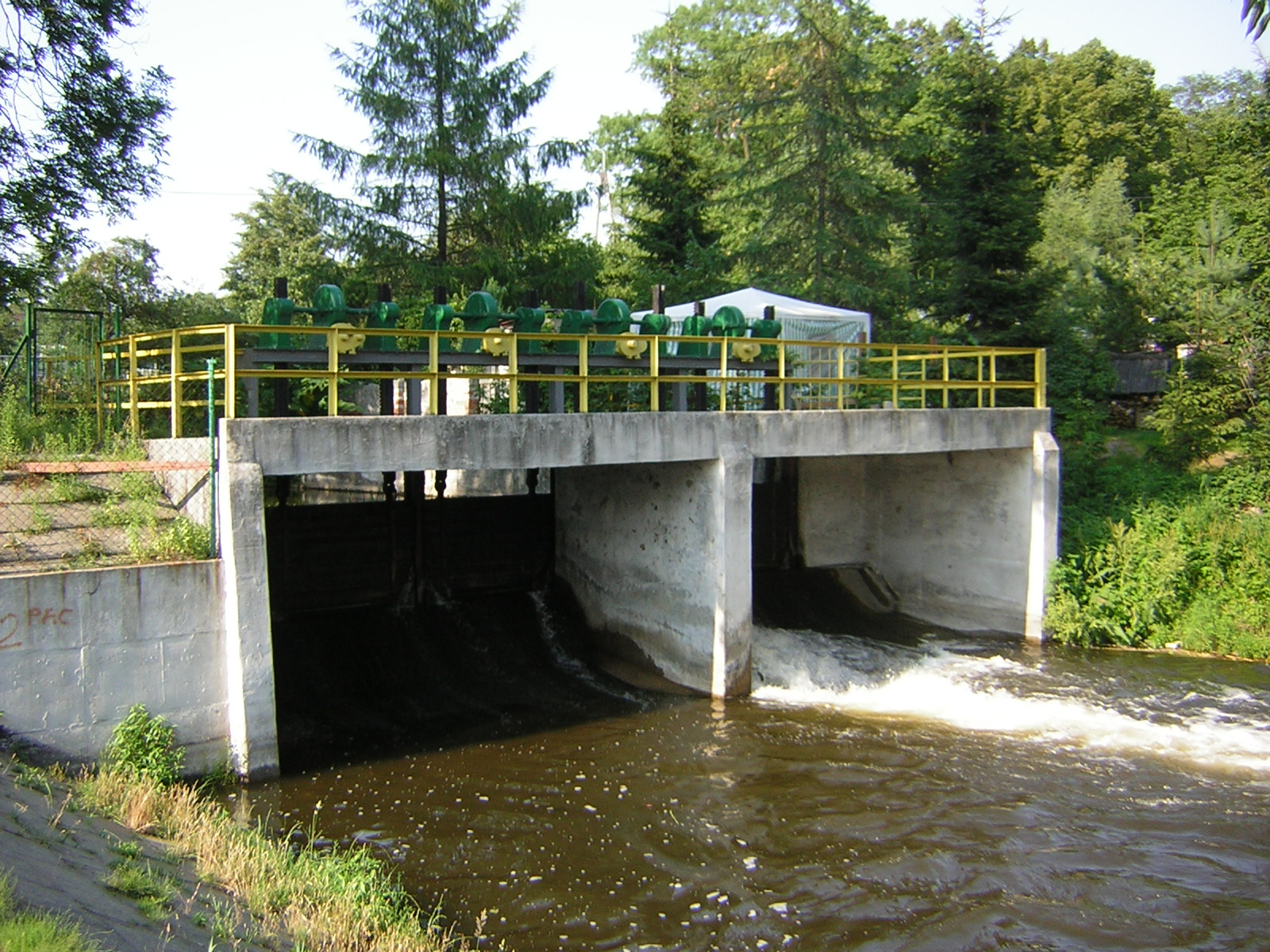
Zabytkowy jaz piętrzący na Iławce w Iławie (objęty ochroną konserwatorską w 1978)
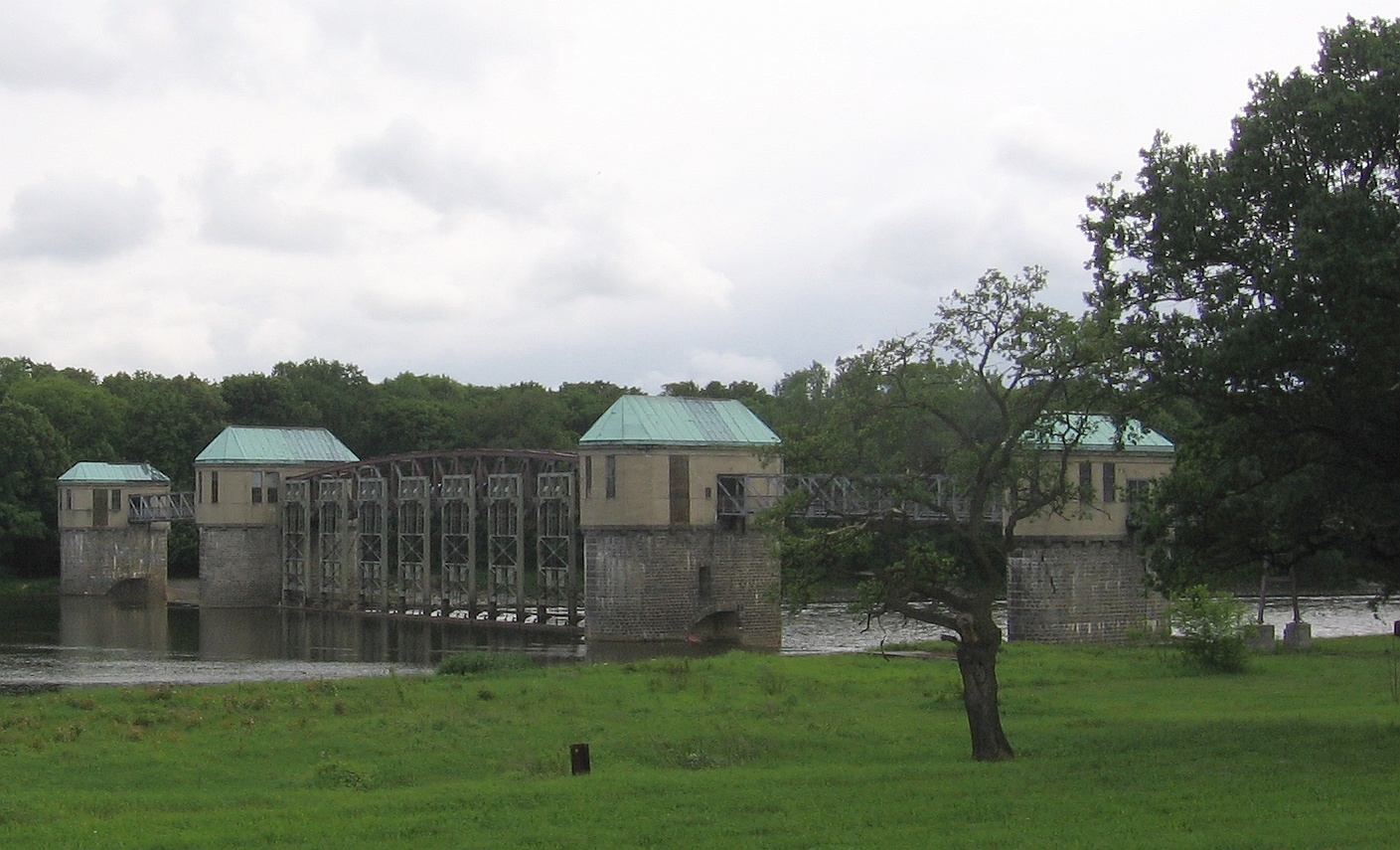
Jaz Rędzin na Odrze we Wrocławiu
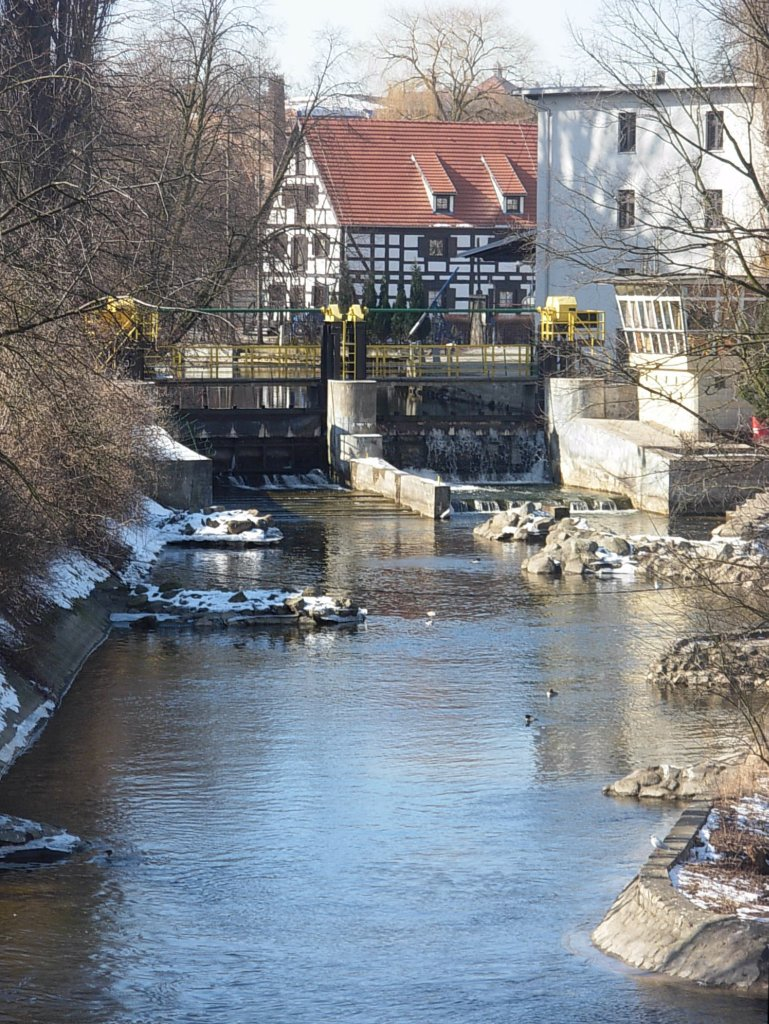
Jaz Farny w Bydgoszczy
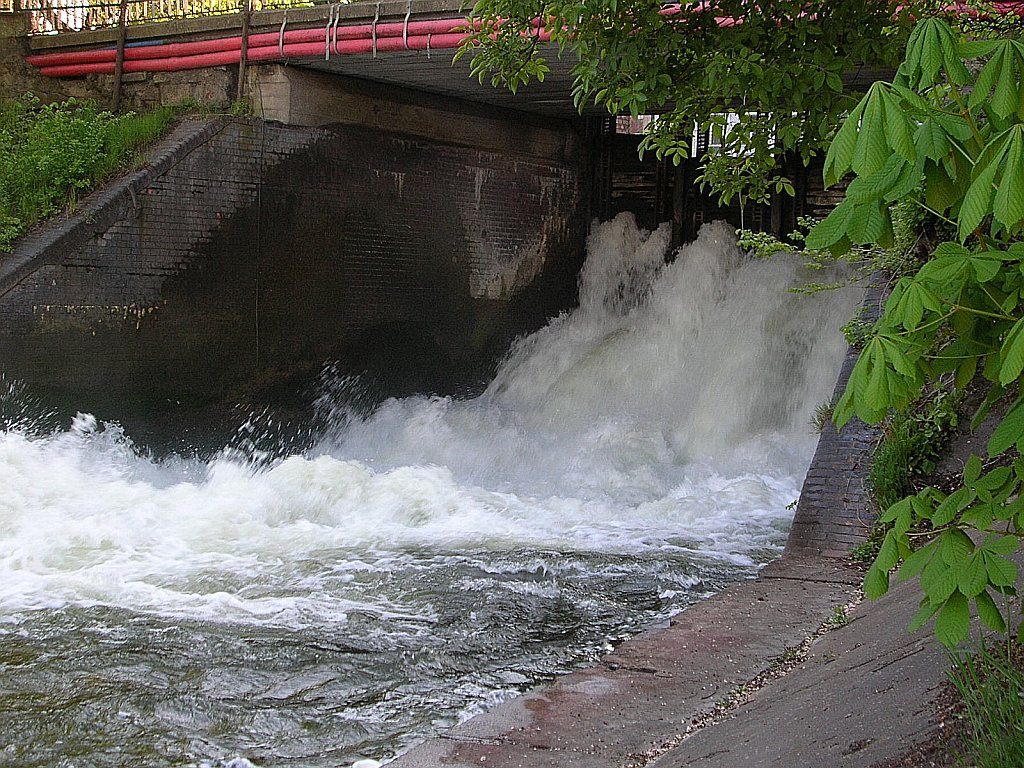
Jaz Ulgowy w Bydgoszczy
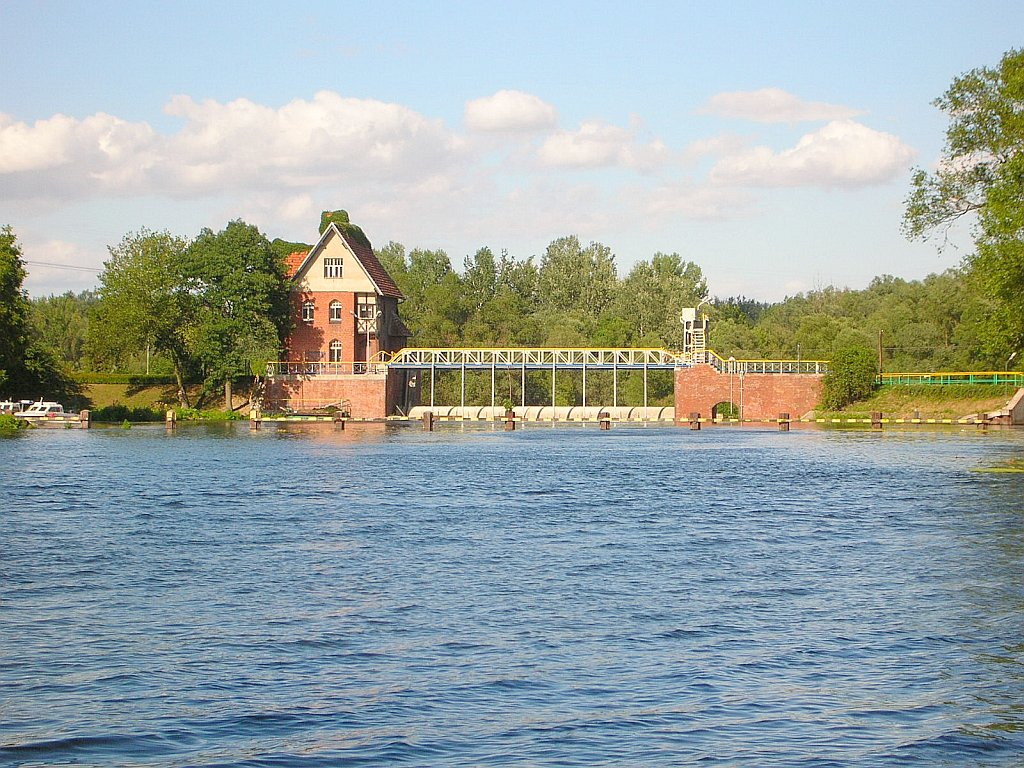
Jaz Czersko Polskie w Bydgoszczy
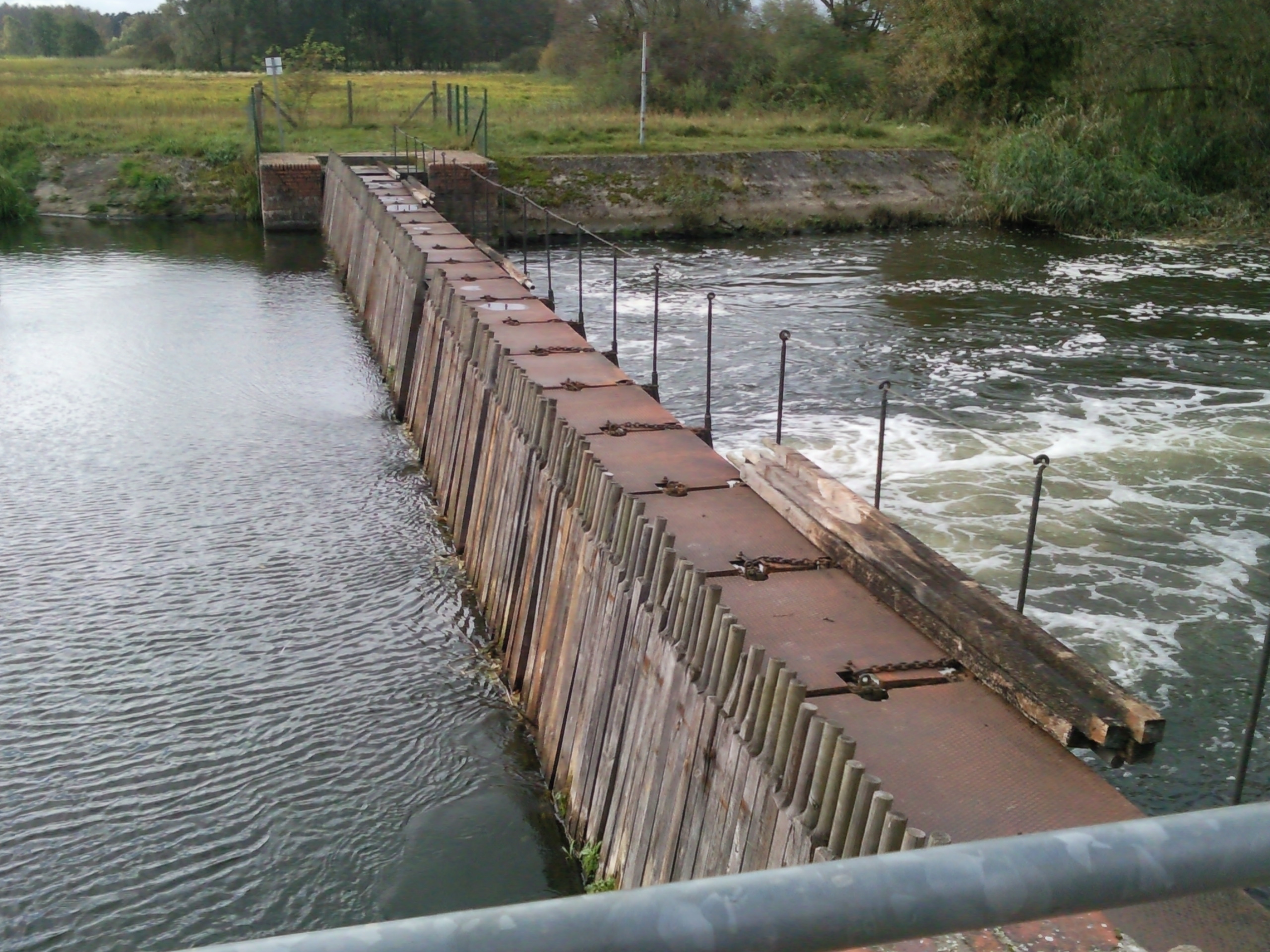
Jaz kozłowo-iglicowy, Brandenburgia
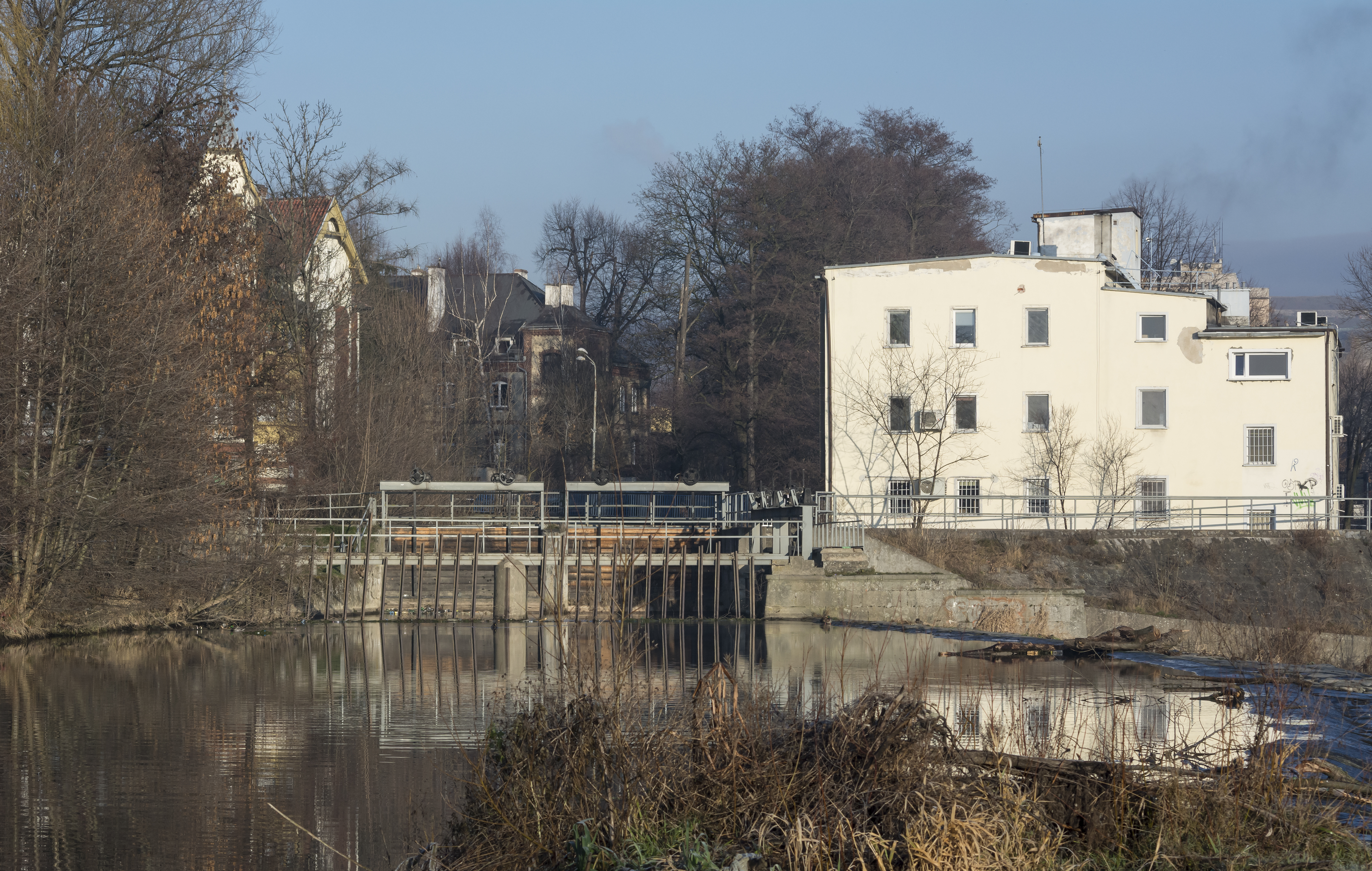
Jaz na Nysie Kłodzkiej w Kłodzku
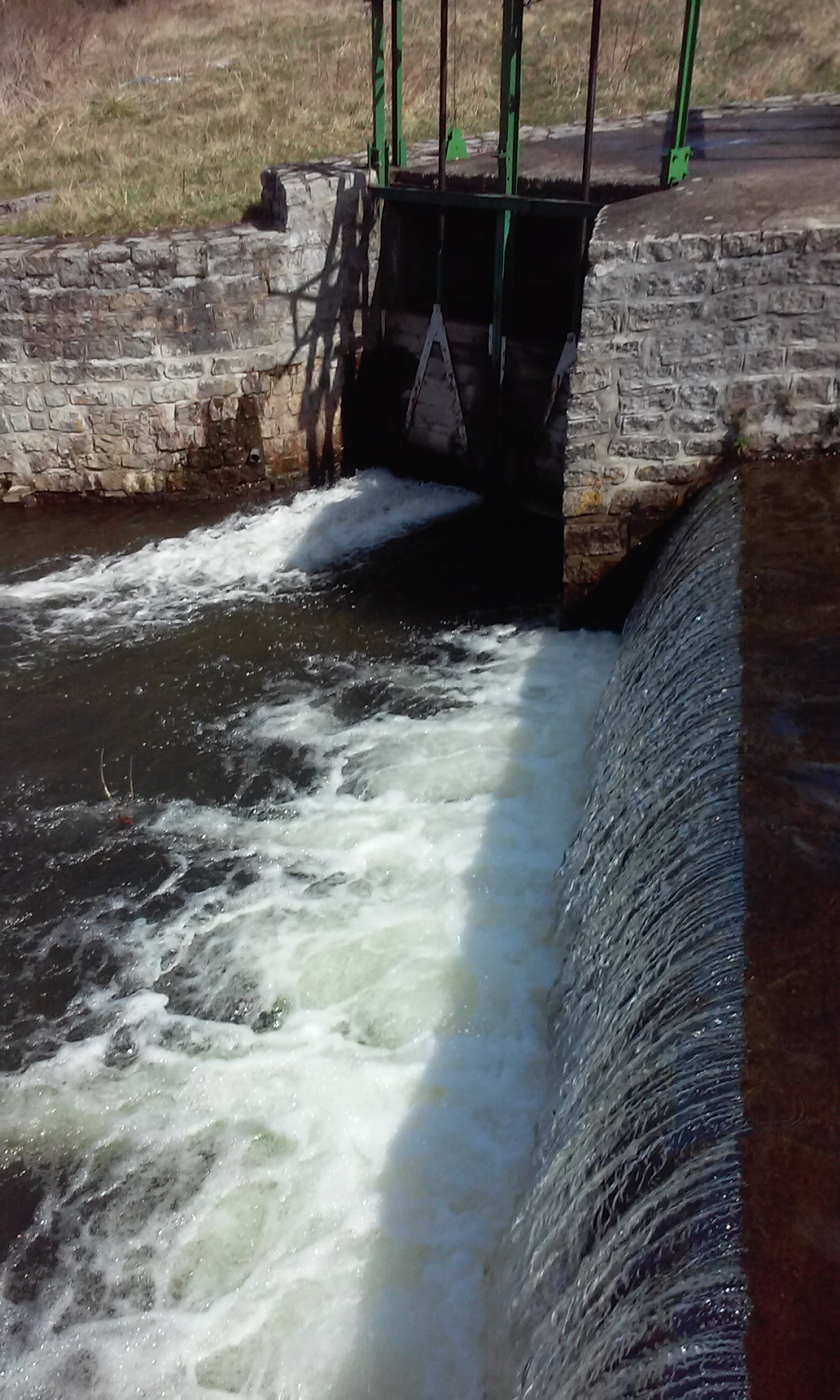
Jaz na Zadrnie w Kamiennej Górze
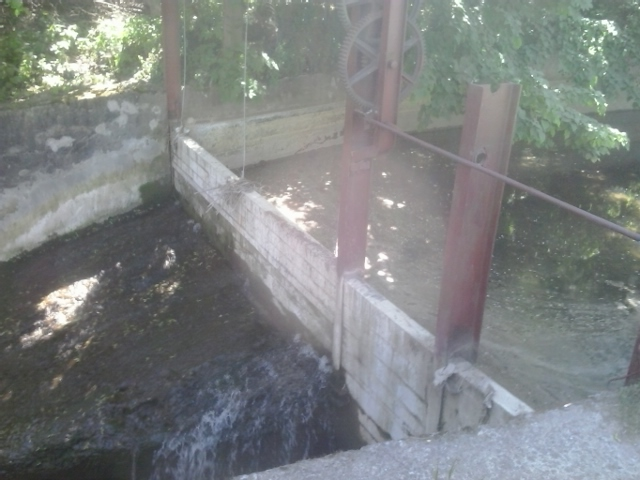
Jaz na Dukiełce w Dukli